# Pouan-les-Vallées
Pouan-les-Vallées település és egyben alsó fokú közigazgatási egység, azaz község Franciaországban, Aube megyében. Lakosainak száma 503 fő (2022. január 1.). Pouan-les-Vallées Bessy, Champigny-sur-Aube, Nozay, Ormes, Prémierfait, Viâpres-le-Petit és Villette-sur-Aube községekkel határos.

## Története
1842-ben a közelében, egy kavicsbánya kitermelése során találták meg az aranyban gazdag pouani leletet, amit a 20. században nagy valószínűséggel Attila hun király egyik közeli szövetségese, Laudarik gót király sírjaként azonosítottak. A helyszín a 451-es catalaunumi csata hun arcvonala mögött mintegy 20-25 kilométerrel lehetett.

## Népesség
A település népessége az elmúlt években az alábbi módon változott:
| Lakosok száma | 424  | 453  | 468  | 479  | 543  | 560  | 539  | 522  | 513  | 503  |
|               | 1968 | 1982 | 1990 | 2006 | 2013 | 2015 | 2017 | 2019 | 2020 | 2022 |